# Pascal Vincent
 (février 2025).
Si vous disposez d'ouvrages ou d'articles de référence ou si vous connaissez des sites web de qualité traitant du thème abordé ici, merci de compléter l'article en donnant les références utiles à sa vérifiabilité et en les liant à la section « Notes et références ».
Pour les articles homonymes, voir Vincent.
Pascal Vincent est un comédien suisse, né le 19 mars 1966 à Lausanne.
Il est notamment connu comme membre fondateur de la troupe comique des Robins des Bois et un membre fondateur des Dicodeurs .

## Biographie
Pascal Vincent joue souvent à l'époque de La Grosse Émission sur Comédie des rôles de grand maladroit gaffeur.
Il interprète le rôle d'Urgan, l'« Homme goujon », dans la série télévisée Kaamelott.
Dans un tout autre domaine, il est le « 118 » de la saga publicitaire 118-218 aux côtés de Sören Prévost, qu'il connaît depuis l'époque Comédie. Ces films publicitaires sont réalisés par Maurice Barthélemy (Les Robins des Bois).
En 2009, il reçoit le prix du meilleur acteur au Festival de Montecatini (Italie) pour son rôle principal dans le court-métrage de Thomas Perrier, Arrêt demandé aux côtés d'Anne Charrier (Maison close).
En 2010, il crée son deuxième one man show, intitulé Mais à part ça, vous faites quoi dans la vie ?, au théâtre du petit Gymnase à Paris et en tournée. Cette même année, il donne la réplique à Kad Merad et Roland Giraud dans L'Italien d'Olivier Baroux. Il tourne pour Les Invincibles sur Arte et tient le rôle d'Étienne dans la série T'es pas la seule !, diffusée à partir de février 2011 sur la Télévision suisse romande. On peut également l'apercevoir en tant que « Dicodeur » de la première heure, du nom de l'émission humoristique Les Dicodeurs de la Radio suisse romande.
Par ailleurs, Pascal Vincent collabore avec AC/DÇU, le groupe hommage à AC/DC, avec lequel il réalise deux clips de chansons parodiques : Pascal Vincent et Ac/Dçu chantent Noël (2013) et Pascal Vincent et Ac/Dçu, Pâques in Black (2023).

## Filmographie

### Cinéma
- 1998 : Serial Lover de James Huth : Luc Tegui
- 1999 : Trafic d'influence de Dominique Farrugia : Roro le clown
- 2002 : Astérix et Obélix : Mission Cléopâtre d'Alain Chabat : le légionnaire à la catapulte
- 2002 : Jojo la frite de Nicolas Cuche : Melchior
- 2003 : Monsieur Ibrahim et les fleurs du Coran de François Dupeyron : le bouquiniste
- 2004 : RRRrrrr!!! d'Alain Chabat : Pierre, le préveneur de nuit
- 2004 : Casablanca Driver de Maurice Barthélemy : le déprimé
- 2006 : Essaye-moi de Pierre-François Martin-Laval : le voisin
- 2006 : Jardins en automne d'Otar Iosseliani : Théodière
- 2008 : Arrêt demandé (court-métrage) de Thomas Perrier : Patrice
- 2010 : L'Italien d'Olivier Baroux : le comptable
- 2011 : Les Tuche d'Olivier Baroux : le client de l'hôtel
- 2021 : Kaamelott : Premier Volet d'Alexandre Astier : Urgan, l'Homme Goujon

### Télévision
- 2000 : La Cape et l'Épée (série télévisée)
- 2001 : Caméra Café (1 épisode)
- 2003 : P.J. (saison 7, épisode 9)
- 2005 : Vénus et Apollon (1 épisode)
- 2006 : Henry Dunant, du rouge sur la croix (téléfilm) de Dominique Othenin-Girard : Samuel Lowenthal
- 2006 : Kaamelott d'Alexandre Astier (3 épisodes) : Urgan, l'Homme Goujon
- 2007 : Julie Lescaut (1 épisode)
- 2009 : T'es pas la seule ! (1 épisode)
- 2010 : Les Invincibles (4 épisodes)
- 2012 : L'Heure du secret (téléfilm) d'Elena Hazanov

## Théâtre
- 1997 : Robin des Bois d'à peu près Alexandre Dumas, d’après Alexandre Dumas (Pierre-François Martin-Laval)
- 2014 : Trois Hommes dans un Bateau, sans parler du chien... de et mise en scène Erling Prévost, théâtre d'Edgar
- 2018 : L'Expulsion de Marie-Thérèse de Pierre Naftule et Thierry Meury, théâtre de Beausobre